# Mauria boliviana
Mauria boliviana är en sumakväxtart som beskrevs av Theodor Carl Karl Julius Herzog. Mauria boliviana ingår i släktet Mauria och familjen sumakväxter. Inga underarter finns listade i Catalogue of Life.